# 普瓦图-夏朗德

普瓦图-夏朗德位置

普瓦图-夏朗德（法語：Poitou-Charentes）是法国西部一個已撤销的大區，西鄰大西洋。面积25,809km²，人口1,640,068。曾下有夏朗德省、濱海夏朗德省、德塞夫勒省、維埃納省。
2016年1月1日，利穆赞大區、阿基坦大区、普瓦圖-夏朗德大區合併成新阿基坦大區。

## 城堡
- 夏朗德省 (16)

Angoulême
- 濱海夏朗德省 (17)

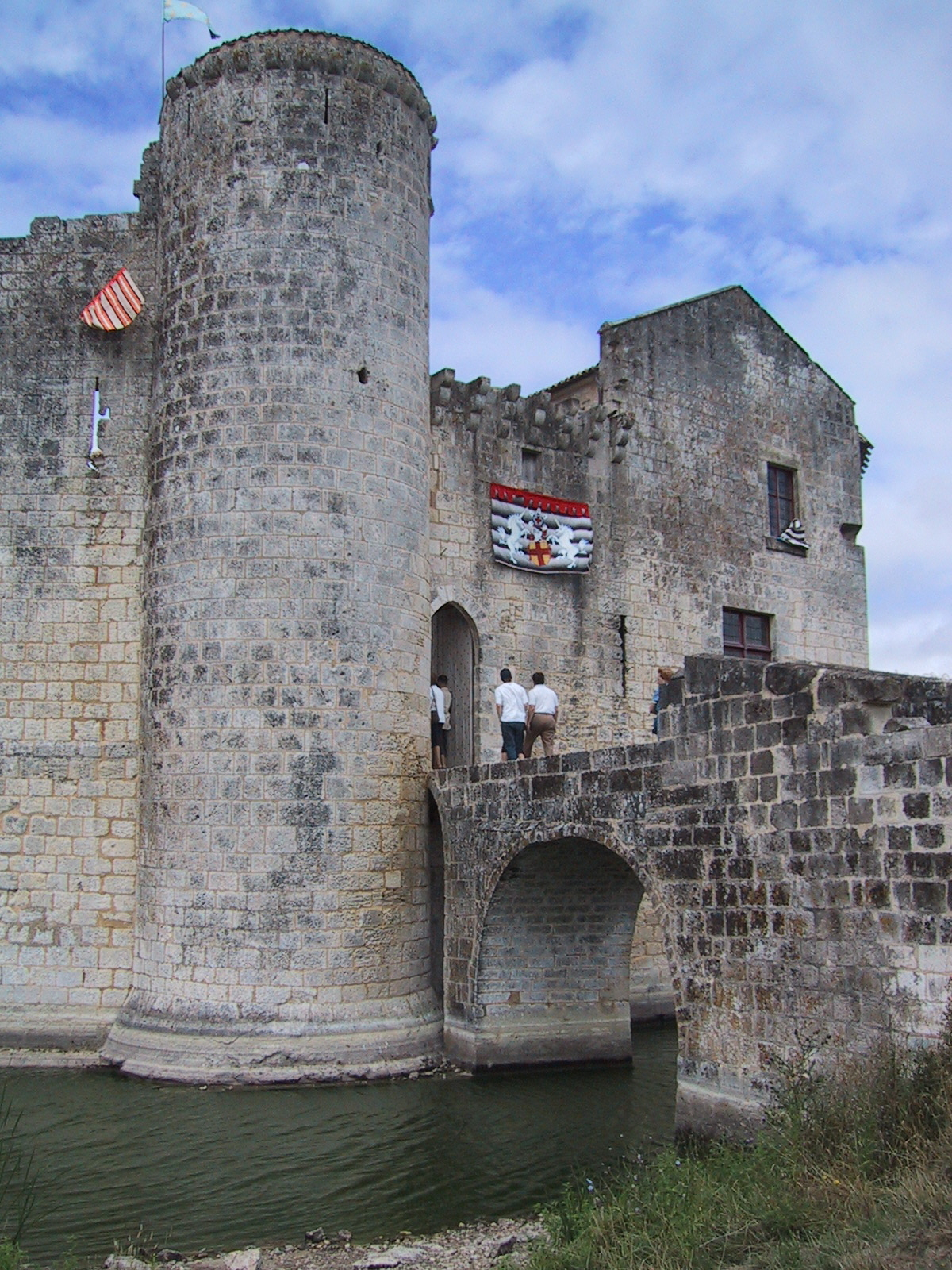
Le Château de Saint-Jean-d'Angle

Saint-Jean-d'Angle
- 德塞夫勒省 (79)

Bressuire ·  Niort ·  Oiron
- 維埃納省 (86)

Chambonneau ·  Lusignan ·  Touffou
（→Top）